# 내마내모
"내마내모"는 2015년에 제작한 대한민국의 영화이다.

## 캐스팅
- 김두미
- 유재욱
- 강훈
- 문송희